# Kampfflugzeug der 5. Generation
Als Kampfflugzeuge der 5. Generation werden Kampfflugzeuge bezeichnet die etwa ab dem Jahr 2000 beziehungsweise ab 2005 bis heute eingesetzt werden. Die Flugzeuge zeichnen sich insbesondere dadurch aus, dass sie Informationen vernetzt dem Piloten zur Verfügung stellen und dass sie ihre Waffen in Waffenschächten verstauen, um eine minimale Radarsignatur bzw. bessere Tarnkappeneigenschaften zu erzielen. Als dritter Punkt wird hervorgehoben, dass sie VSTOL Eigenschaften haben. Die Vernetztheit hat zur Folge, dass die Piloten quasi durch die Flugzeugzelle sehen können. Somit erhält die Flugzeugbesatzung ein umfassendes Bild des Kampfgeschehens und kann ein besseres Lagebewusstsein entwickeln. Zudem verfügen die Flugzeuge über einen Datenlink, um diese Informationen untereinander auszutauschen. Dies ergibt ein Network-Centric Warfare. Weiter haben die Jets Sensordatenfusion.
Kritisiert werden die Kampfflugzeuge der 5. Generation, weil sie so viel kosten und man doch Kampfflugzeuge der 4+ Generation einer Kampfwertsteigerung unterziehen könnte, um mit geringeren Kosten ein ähnlich effektives Flugzeug zu erhalten. Dem entgegnen Befürworter, dass andere Kampfjets im Luftkampf den Kampfjets der 5. Generation immer unterlegen sind und dies auch in Manövern gezeigt haben.
Gegenwärtig werden die F-22 Raptor und F-35 Joint Strike Fighter aus den USA, Suchoi PAK-FA beziehungsweise Suchoi Su-57 aus Russland und Chengdu J-20 aus der Volksrepublik China als einsatzfähige Jets der 5. Generation genannt.